# Joint promotion
Een joint promotion (Engels voor gezamenlijke promotie) is een promotie opgezet door twee of meer merken waarbij een tijdelijk voordeel aan de consument wordt geboden.

## Definitie
De definitie van joint promotion luidt:
Joint promotion is een middel dat communicatie genereert, waarbij twee of meer partners/merken eigen marketing- en of communicatiedoelstellingen nastreven binnen één en dezelfde actie, waarbij door een tijdelijke verbetering van de prijs/waarde verhouding van een product of dienst wordt getracht met name trial of repeat te genereren door het 'poolen' van de eigen doelgroep met de doelgroep van een aanverwant product. (Kees Verkade, 1994)
Een joint promotion omvat dus altijd twee of meerdere merken die eigen marketing- en communicatiedoelstellingen nastreven binnen één en dezelfde actie. Deze merken gaan een samenwerking aan voor deze promotionele actie. Minstens een van deze partijen vormt de drager van de actie. Deze partij verzorgt de communicatie van de actie, het verwerken van bijvoorbeeld de logo's van de partners, het uitdragen van de actie en eventueel de verdere afhandeling. De rest van de partijen vormen de lifters van de actie die een tijdelijk voordeel bieden, met de nadruk op tijdelijk. Doordat de prijs/waardeverhouding bij een actie tijdelijk verandert ontstaat er een voordeel voor de consument.
Joint promotion acties zijn altijd consumentgericht en om de actie bij de consument onder de aandacht te brengen zijn joint promotions altijd verbonden met communicatie.

## Doelstellingen joint promotion
Bij een joint promotion wordt uitgegaan van de volgende primaire doelstellingen: acquisitie, retentie en branding.

## Vormen van joint promotion
Er zijn vijf verschillende vormen van joint promotion, namelijke intracompany joint promotion, bedrijfstak joint promotion, intercompany joint promotion, verticale joint promotion en charity linked joint promotion.

### Intracompany joint promotion
Bij deze vorm van joint promotion draait het om een gezamenlijke promotie van twee merken die eigendom zijn van dezelfde onderneming. Een voorbeeld van een intracompany joint promotion is Maxeda met de KrisKras kortingsactie in 2007. Wie bij een van de winkels V&D, Dynabyte, M&S, Hunkemöller, Hema, De Bijenkorf, Dixons, Formido of Praxis (alle in die periode onderdeel van Maxeda) een product kocht, ontving een kraslot met negen krasvakjes. Achter elk vakje staat een korting van een van de ketens vermeld. De consument mag maximaal vijf vakjes openkrassen en een van die keuzes verzilveren. Dynabyte, Dixons en de Hema behoren al enige tijd niet meer tot het Maxeda concern.

### Bedrijfstak joint promotion
Bij deze vorm van joint promotion gaat het om een samenwerking tussen organisaties in dezelfde bedrijfstak. De organisaties verkopen dezelfde producten en zijn dus elkaars directe concurrent. Deze vorm van promotie wordt ingezet om de vraag naar een bepaalde productcategorie te stimuleren. Een voorbeeld van een bedrijfstak joint promotion is de 'Gek op bloemen' promotie. Bij deze promotie maakt de consument kans op een bakfiets bij aankoop van een bos bloemen bij een van de aangesloten verkooppunten.

### Intercompany joint promotion
Deze vorm van joint promotion is een gezamenlijke promotie van twee bedrijven die verschillende producten of diensten verkopen en verder op geen enkele manier aan elkaar verbonden zijn. Een voorbeeld van een intercompany joint promotion is de Milka actie. Bij aankoop van een reep Milka chocolade maakt de consument kans op een van de 500 Canvas doeken van Canvas Company.

### Verticale joint promotion
Deze vorm van joint promotion ook wel tailor-made promotion genoemd, is een samenwerking tussen merken die gebonden zijn door een verband tussen de fabrikant en de afnemer, bijvoorbeeld een winkelorganisatie. Een voorbeeld van een verticale joint promotion is de Oudejaarsloterij actie van Primera. Bij deze promotie maakt de consument kans op een Mazda bij aankoop van een Oudejaarslot bij de Primera. Een samenwerking tussen Primera, Mazda en de Staatsloterij.

### Charity linked joint promotion
Bij deze vorm is er een samenwerking tussen twee of meer merken waarvan er één een non-profitorganisatie is. Deze vorm wordt ook wel 'fundraising' of 'altruistic' promotion genoemd. Een voorbeeld van een charity linked joint promotion is de 'Geef een geit weg' actie van het tijdschrift ZIN. Bij het afsluiten van een jaarabonnement op ZIN geeft de consument een geit weg aan Oxfam Novib. De geit staat symbool voor een bedrag van 36,- euro die direct geïnvesteerd wordt in een project van Oxfam Novib.